# غايتانو اونغارو
غايتانو اونغارو (21 سبتمبر 1987 بريدجو كالابريا في إيطاليا - ) هو لاعب كرة قدم إيطالي في مركز الدفاع. شارك مع منتخب إيطاليا تحت 19 سنة لكرة القدم. أما مع النوادي، فقد لعب مع نادي بيروجيا ونادي رافينا ونادي ريجينا وكوسينزا كالشيو وAS Melfi ‏ واتحاد بافيا لكرة القدم ونادي تارانتو 1927 وHinterReggio Calcio ‏ وAC Cuneo 1905 ‏ ونادي غروسيتو.

## وصلات خارجية
- غايتانو اونغارو على موقع قاعدة بيانات كرة القدم.إي يو (الإنجليزية)
- غايتانو اونغارو على موقع Soccerway.com (الإنجليزية)